# Balkan
Balkan, delno povezano z izrazom Balkanski polotok, je geografsko območje v jugovzhodni Evropi z različnimi geografskimi in zgodovinskimi definicijami. Regija je dobila ime po balkanskem gorovju, ki se razteza po vsej Bolgariji. Balkanski polotok meji na Jadransko morje na severozahodu, Jonsko morje na jugozahodu, Egejsko morje na jugu, Dardanele in Bospor na vzhodu in Črno morje na severovzhodu. Severna meja polotoka je različno opredeljena. Najvišja točka Balkana je Musala, 2925 m, v gorovju Rila v Bolgariji.
Koncept Balkanskega polotoka je leta 1808 ustvaril nemški geograf August Zeune, ki je zmotno obravnaval Balkansko gorovje kot prevladujoči gorski sistem jugovzhodne Evrope, ki se razteza od Jadranskega morja do Črnega morja. Izraz Balkanski polotok je bil v 19. stoletju sinonim za Rumelijo, dele Evrope, ki so bili takrat province Osmanskega cesarstva. Imel je geopolitično in ne geografsko opredelitev, ki se je ohranila tudi ob nastanku Kraljevine Jugoslavije v začetku 20. stoletja. 
Opredelitev naravnih meja Balkanskega polotoka ne sovpada s tehnično opredelitvijo polotoka; zato sodobni geografi zavračajo idejo o Balkanskem polotoku, medtem ko zgodovinarji običajno razpravljajo o Balkanu kot regiji. Izraz je dobil stigmatiziran in slabšalen pomen, povezan s procesom balkanizacije. Alternativni izraz, ki se uporablja za regijo, je jugovzhodna Evropa.
Meje Balkana so zaradi številnih nasprotujočih si definicij sporne. O obsegu regije ni splošnega dogovora. Izraz po večini definicij v celoti zajema Albanijo, Bosno in Hercegovino, Bolgarijo, Grčijo, Kosovo, Črno goro, Severno Makedonijo, evropski del Turčije, Romunijo, večino Srbije in velik del Hrvaške. Včasih zajema celotno Romunijo, Srbijo, Hrvaško ter južne dele Slovenije. Italija, kljub temu, da ima po nekaterih definicijah majhen del svojega ozemlja (pokrajino Trst) na polotoku, ni opredeljena kot del regije.

## Ime

### Etimologija
Izvor besede Balkan je nejasen; morda je povezano s turškim bālk 'blato' (iz prototurškega *bal 'blato, glina; gosta ali lepljiva snov', prim. tudi turško bal 'med') in turško pripono -an 'močvirnat gozd' ali perzijsko bālā-khāna 'velika visoka hiša'. Uporabljali so ga predvsem v času Osmanskega cesarstva. Tako v osmanski turščini kot v sodobni turščini balkan pomeni 'veriga gozdnatih gora'.

### Zgodovinska imena in pomen

#### Klasična antika in zgodnji srednji vek
Od klasične antike do srednjega veka se je Balkansko gorovje imenovalo lokalno tračansko ime Haemus. Po grški mitologiji je traškega kralja Hejma Zevs za kazen spremenil v goro in gora je ostala z njegovim imenom. Predlagana je bila tudi shema obratnega imena. D. Dechev meni, da Haemus (Αἷμος) izhaja iz tračanske besede *saimon, 'gorski greben'. Tretja možnost je, da Haemus (Αἵμος) izhaja iz grške besede haima (αἷμα), ki pomeni 'kri'. Mit se nanaša na boj med Zevsom in pošastjo/titanom Tifonom. Zevs je poškodoval Tifona z gromom in Tifonova kri je padla na gore, ki so jim dale ime.

#### Pozni srednji vek in osmansko obdobje
Najzgodnejša omemba imena se pojavi na arabskem zemljevidu iz zgodnjega 14. stoletja, na katerem je gorovje Haemus navedeno kot Balkan. Ime Balkan je bilo prvič uporabljeno na zahodu za gorovje v Bolgariji v pismu, ki ga je leta 1490 papežu Inocencu VIII. poslal Buonaccorsi Callimaco, italijanski humanist, pisatelj in diplomat. Osmani ga prvič omenjajo v dokumentu iz leta 1565. Pred tem ni bilo nobene druge dokumentirane rabe besede za označevanje regije, čeprav so se druga turška plemena že naselila ali so šla skozi regijo. Obstaja tudi trditev o zgodnejšem bolgarsko-turškem izvoru besede popularna v Bolgariji, vendar je to le nestrokovna trditev. Besedo so uporabljali Osmani v Rumeliji v njenem splošnem pomenu gore, kot v Kod̲j̲a-Balkan, Čatal-Balkan in Ungurus-Balkani̊, vendar se je še posebej uporabljala za goro Haemus. Ime je še vedno ohranjeno v Srednji Aziji z Balkan Daglary (Balkansko gorovje) in balkansko regijo Turkmenistana. Angleški popotnik John Bacon Sawrey Morritt je ta izraz v angleško literaturo uvedel konec 18. stoletja, drugi avtorji pa so začeli poimenovati širše območje med Jadranskim in Črnim morjem. Koncept »Balkana« je ustvaril nemški geograf August Zeune leta 1808, ki ga je zmotno štel za prevladujoč osrednji gorski sistem jugovzhodne Evrope, ki sega od Jadranskega do Črnega morja. V 1820-ih je »Balkan poleg Haemusa med britanskimi popotniki postal priljubljen, čeprav še ne izključni izraz ... Med ruskimi popotniki, ki niso tako obremenjeni s klasično toponomastiko, je bil izraz Balkan prednostni«. V evropskih knjigah, natisnjenih do konca 19. stoletja, je bil znan tudi kot Ilirski polotok ali v nemščini Illyrische Halbinsel.

### Razvoj pomena v 19. in 20. stoletju
Izraz se v geografski literaturi ni pogosto uporabljal do sredine 19. stoletja, ker so že takrat znanstveniki, kot je Carl Ritter, opozorili, da se lahko samo del južno od Balkanskega gorovja šteje za polotok in so ga preimenovali v 'grški polotok'. Drugi vidni geografi, ki se niso strinjali z Zeunejem, so bili Hermann Wagner, Theobald Fischer, Marion Newbigin in Albrecht Penck, medtem ko je avstrijski diplomat Johann Georg von Hahn leta 1869 za isto ozemlje uporabil izraz Südosteuropäische Halbinsel ('jugovzhodni evropski polotok'). Drugi razlog, da ni bil splošno sprejet, saj je imela definicija takratne evropske Turčije podoben kopenski obseg. Vendar se je po Berlinskem kongresu (1878) pojavila politična potreba po novem izrazu in postopoma je bil Balkan revitaliziran, vendar je bila na zemljevidih severna meja v Srbiji in Črni gori brez Grčije (prikazovala je le osmansko okupacijo delov Evrope), jugoslovanski zemljevidi pa so vključevali tudi Hrvaško in Bosno. Izraz Balkanski polotok je bil sinonim za evropsko Turčijo, politične meje nekdanjih provinc Osmanskega cesarstva.
Raba izraza se je spremenila na samem koncu 19. in v začetku 20. stoletja, ko so ga sprejeli srbski geografi, med katerimi je najbolj izstopal Jovan Cvijić. Izvedeno je bilo s politično argumentacijo kot afirmacijo srbskega nacionalizma na celotnem ozemlju Južnih Slovanov, vključevalo pa je tudi antropološke in etnološke študije Južnih Slovanov, skozi katere so se uveljavile različne nacionalistične in rasistične teorije. S takšnimi politikami in jugoslovanskimi zemljevidi je bil izraz povzdignjen v sodoben status geografske regije. Izraz je pridobil politične nacionalistične konotacije daleč od svojega prvotnega geografskega pomena, ki je izhajal iz političnih sprememb od konca 19. stoletja do nastanka Jugoslavije po prvi svetovni vojni (sprva Kraljevina Srbov, Hrvatov in Slovencev leta 1918). Po razpadu Jugoslavije, ki se je začela junija 1991, je izraz Balkan pridobil negativen politični pomen, zlasti na Hrvaškem in v Sloveniji, pa tudi v svetovni naključni rabi za vojne spopade in razdrobljenost ozemlja (glej balkanizacija).

## Definicije in meje

### Balkanski polotok
Balkanski polotok je omejen z Jadranskim morjem na zahodu, Sredozemskim morjem (vključno z Jonskim in Egejskim morjem) in Marmarskim morjem na jugu ter Črnim morjem na vzhodu. Njegova severna meja je pogosto navedena kot reke Donava, Sava in Kolpa. Balkanski polotok ima skupno površino približno 470.000 km² (nekoliko manj kot Španija). Polotok je na splošno zajet v regiji, znani kot jugovzhodna Evropa.
Italija ima trenutno majhno območje okoli Trsta, ki je po nekaterih starejših definicijah del Balkanskega polotoka. Vendar italijanski geografi Trsta in Istre običajno ne štejejo za del Balkana, saj po svoji definiciji Balkana omejuje njegovo zahodno mejo na reko Kolpo.

## Balkan
Meje Balkana so zaradi številnih nasprotujočih si definicij sporne. Ne obstaja univerzalni dogovor o komponentah regije. Izraz po večini definicij v celoti zajema Albanijo, Bosno in Hercegovino, Bolgarijo, Grčijo, Kosovo, Črno goro, Severno Makedonijo, evropsko Turčijo, romunsko obalo, večji del Srbije, velike dele Hrvaške in južne dele Slovenije. Izraz včasih zajema celotno Romunijo in Srbijo. Tržaška pokrajina v Italiji, čeprav po nekaterih definicijah na polotoku, je na splošno izključena iz Balkana. Madžarska in Moldavija sta občasno vključeni v razprave o Balkanu zaradi kulturne in zgodovinske pripadnosti, vendar sta večinoma izključeni. V takih primerih je vključena tudi vsa Hrvaška in Slovenija.
Za regijo se uporablja tudi izraz Jugovzhodna Evropa z različnimi definicijami. Posamezne balkanske države lahko štejemo tudi za del drugih regij, vključno z Južno Evropo, Vzhodno Evropo in Srednjo Evropo. Turčija, vključno z njenim evropskim ozemljem, je na splošno vključena v Zahodno Azijo ali Bližnji vzhod.

## Zahodni Balkan
Zahodni Balkan je politični neologizem, ki se nanaša na Albanijo in ozemlje nekdanje Jugoslavije, razen Slovenije, od zgodnjih 1990. Regija Zahodnega Balkana, skovanka, ki se uporablja izključno v vseevropskem jeziku, približno ustreza na območje Dinarskega gorovja.
Institucije Evropske unije so na splošno uporabljale izraz Zahodni Balkan za območje Balkana, ki vključuje države, ki niso članice Evropske unije, druge pa se nanašajo na geografske vidike. 
Vsaka od teh držav želi biti del prihodnjo širitev Evropske unije ter doseganje rezultatov demokracije in prenosa, do takrat pa bodo močno povezani s programom čakanja pred EU Srednjeevropski sporazum o prosti trgovini. Hrvaška, ki velja za del Zahodnega Balkana, se je EU pridružila julija 2013.

### Kritika geografske opredelitve
Izrazu očitajo, da ima kot večetnično in politično območje v jugovzhodnem delu Evrope geopolitični, ne pa geografski pomen in opredelitev. Geografski pojem polotoka določa, da mora biti meja na morju daljša od meje na kopnem, pri čemer je kopenska stran najkrajša v trikotniku, kar pa ne velja za Balkanski polotok. Tako vzhodna kot zahodna morska kateta od Odese do rta Matapan (okoli 1230–1350 km) in od Trsta do rta Matapan (okoli 1270–1285 km) sta krajša od kopenske katete od Trsta do Odese (okoli 1330–1365 km). Dežela ima predolgo kopensko mejo, da bi jo lahko označili za polotok – Szczecin (920 km) in Rostock (950 km) ob Baltskem morju sta bližje Trstu kot Odesi, vendar se ne šteje za drug evropski polotok. Od poznega 19. in začetka 20. stoletja ni bila jasna nobena natančna severna meja z vprašanjem, ali so reke uporabne za njeno opredelitev. V študijah se naravne meje Balkana, zlasti severne meje, pogosto izogibajo, da bi jih obravnavali kot problème fastidieux (občutljiv problem) André Blanc v Géographie des Balkans (1965),ref>Blanc, André (1965). Géographie des Balkans. Que sais-je?. Paris: Presses universitaires de France. str. 5. OCLC 1244781736.</ref> medtem ko John Lampe in Marvin Jackman v Ekonomska zgodovina Balkana (1971) je zapisal, da »se zdi, da se sodobni geografi strinjajo, da zavračajo staro idejo o Balkanskem polotoku«. Druga težava je ime: Balkansko gorovje, večinoma v severni Bolgariji, ne prevladuje v regiji po dolžini in površini kot Dinarsko gorovje. Morebitni balkanski polotok se lahko šteje za ozemlje južno od gorovja Balkana, z možnim imenom grško-albanski polotok. Izraz je vplival na pomen jugovzhodne Evrope, ki spet ni pravilno opredeljena z geografskimi dejavniki.
Hrvaški geografi in akademiki so zelo kritični do vključevanja Hrvaške v širok geografski, družbenopolitični in zgodovinski kontekst Balkana, medtem ko neologizem Zahodni Balkan dojemajo kot ponižanje Hrvaške s strani evropskih političnih sil. Po besedah M. S. Altića ima izraz dva različna pomena, »geografski, dokončno nedefiniran in kulturni, izrazito negativen, v zadnjem času pa močno motiviran s sodobnim političnim kontekstom«. Predsednica Hrvaške Kolinda Grabar-Kitarović je leta 2018 izjavila, da se je treba izogibati uporabi izraza Zahodni Balkan, ker ne pomeni le geografskega območja, temveč tudi negativne konotacije in ga je treba dojemati in imenovati Jugovzhodna Evropa, ker je del Evrope.
Slovenski filozof Slavoj Žižek je o definiciji dejal,
Prav ta alibi nas sooči s prvim od mnogih paradoksov v zvezi z Balkanom: njegova geografska razmejitev ni bila nikoli natančna. Kot da nikoli ne moremo dobiti dokončnega odgovora na vprašanje »"Kje se začne?« Za Srbe se začne tam spodaj na Kosovu ali v Bosni in branijo krščansko civilizacijo pred tem evropskim Drugim. Za Hrvate se začne s pravoslavno, despotsko, bizantinsko Srbijo, pred katero Hrvaška brani vrednote demokratične zahodne civilizacije. Za Slovence se začne s Hrvaško in Slovenci smo zadnja postojanka miroljubne Mitteleuropa. Za Italijane in Avstrijce se začne s Slovenijo, kjer se začne vladavina slovanskih hord. Za Nemce je sama Avstrija zaradi svojih zgodovinskih povezav že omadeževana z balkansko korupcijo in neučinkovitostjo. Za nekatere arogantne Francoze je Nemčija povezana z balkanskim vzhodnim divjaštvom – vse do skrajnega primera nekaterih konservativnih Angležev, ki so proti Evropski uniji, za katere na impliciten način navsezadnje celotna celinska Evropa deluje kot vrsta balkanskega turškega globalnega imperija z Brusljem kot novim Konstantinoplom, muhastim despotskim središčem, ki ogroža angleško svobodo in suverenost. Balkan je torej vedno Drugi: leži nekje drugje, vedno malo bolj jugovzhodno, s paradoksom, da ko pridemo na samo dno balkanskega polotoka, Balkanu spet čudežno uidemo. Grčija ni več pravi Balkan, ampak zibelka naše zahodne civilizacije.

## Narava in naravni viri
Večino ozemlja prekrivajo gorovja, ki potekajo od severozahoda proti jugovzhodu. Glavne verige so Balkansko gorovje (v bolgarščini Stara planina), ki poteka od črnomorske obale v Bolgariji do meje s Srbijo, Rilo-Rodopski masiv v južni Bolgariji, Dinarsko gorovje v Bosni in Hercegovini, Hrvaški in Črni gori, gorovje Korab-Šar planina, ki se razprostira od Kosova do Albanije in Severne Makedonije, in Pindsko gorstvo, ki sega od južne Albanije do osrednje Grčije in Prokletije na severozahodni meji. Najvišja gora v regiji je v Bolgariji, Musala z 2925 m, druga je gora Olimp v Grčiji, z Mitikasom z 2917 m in gora Pirin z Vihrenom, prav tako v Bolgariji, tretja z 2915 m. Kraško polje je pogosta značilnost pokrajine.
Na jadranski in egejski obali je podnebje sredozemsko, na črnomorski obali vlažno subtropsko in oceansko, v notranjosti pa vlažno celinsko. V severnem delu polotoka in v gorah so zime mrzle in snežene, poletja pa vroča in suha. V južnem delu so zime milejše. V Bosni in Hercegovini, severni Hrvaški, Bolgariji, Kosovu, severni Črni gori, Republiki Severni Makedoniji ter v notranjosti Albanije in Srbije prevladuje vlažno celinsko podnebje. Druga manj običajna podnebja, vlažno subtropsko in oceansko podnebje, pa opazimo na črnomorski obali Bolgarije in balkanske Turčije (evropska Turčija). Sredozemsko podnebje je vidno na jadranskih obalah Albanije, Hrvaške in Črne gore, pa tudi na jonskih obalah Albanije in Grčije, poleg egejskih obal Grčije in balkanske Turčije (evropska Turčija).
Skozi stoletja so bili gozdovi posekani in nadomeščeni z grmovjem. V južnem delu in na obali je zimzeleno rastlinje. V notranjosti so srednjeevropski značilni gozdovi (hrast in bukev, v gorah pa smreka, jelka in bor). Drevesa v gorah ležijo do višine 1800–2300 m. Ozemlje nudi habitate številnim endemskim vrstam, vključno z izjemno številnimi žuželkami in plazilci, ki služijo kot hrana različnim pticam ujedam in redkim jastrebom.
Tla so na splošno slaba, razen na ravninah, kjer površine z naravno travo, rodovitno prstjo in toplimi poletji ponujajo priložnost za obdelavo tal. Drugod je obdelovanje zemlje večinoma neuspešno zaradi gora, vročih poletij in slabih tal, čeprav uspevajo nekatere kulture, kot sta oljka in vinska trta.
Viri energije so redki, razen na Kosovu, kjer so znatna nahajališča premoga, svinca, cinka, kroma in srebra. Obstajajo tudi druga nahajališča premoga, zlasti v Bolgariji, Srbiji in Bosni. Nahajališča lignita so zelo razširjena v Grčiji. Redke zaloge nafte obstajajo v Grčiji, Srbiji in Albaniji. Zalog zemeljskega plina je malo. Hidroenergija je v široki uporabi, iz več kot 1000 jezov. Pogosto neizprosna burja se izkorišča tudi za pridobivanje električne energije.
Kovinske rude so pogostejše od drugih surovin. Železova ruda je redka, v nekaterih državah pa je znatna količina bakra, cinka, kositra, kromita, mangana, magnezita in boksita. Nekatere kovine izvozijo.

## Statistika
|                                       | Albanija          | Bosna in Hercegovina                            | Bolgarija        | Hrvaška          | Grčija                   | Kosovo             | Črna Gora          | Severna Makedonija          | Romunija         | Srbija           | Slovenija         | Turčija                    |
| ------------------------------------- | ----------------- | ----------------------------------------------- | ---------------- | ---------------- | ------------------------ | ------------------ | ------------------ | --------------------------- | ---------------- | ---------------- | ----------------- | -------------------------- |
| Zastava                               | Albanija          | Bosna in Hercegovina                            | Bolgarija        | Hrvaška          | Grčija                   | Kosovo             | Črna gora          | Severna Makedonija          | Romunija         | Srbija           | Slovenija         | Turčija                    |
| Grb                                   |                   |                                                 | Bolgarija        | Hrvaška          | Grčija                   |                    | Črna Gora          | Severna Makedonija          |                  |                  |                   |                            |
| Glavno mesto                          | Tirana            | Sarajevo                                        | Sofija           | Zagreb           | Atene                    | Priština           | Podgorica          | Skopje                      | Bukarešta        | Beograd          | Ljubljana         | Ankara                     |
| Independence                          | 28. november 1912 | 3. marec 1992                                   | 5. oktober 1908  | 26. junij 1991   | 25. marec 1821           | 17. februar 2008   | 3. junij 2006      | 17. november 1991           | 9. maj 1878      | 5. junij 2006    | 25. junij 1991    | 29. oktober 1923           |
| Vodja države                          | Bajram Begaj      | Željka Cvijanović Željko Komšić Denis Bećirović | Rumen Radev      | Zoran Milanović  | Katerina Sakellaropoulou | Vjosa Osmani       | Jakov Milatović    | Gordana Siljanovska-Davkova | Klaus Iohannis   | Aleksandar Vučić | Nataša Pirc Musar | Recep Tayyip Erdoğan       |
| Vodja vlade                           | Edi Rama          | Borjana Krišto                                  | Dimitar Glavčev  | Andrej Plenković | Kyriakos Mitsotakis      | Albin Kurti        | Milojko Spajić     | Hristijan Mickoski          | Marcel Ciolacu   | Miloš Vučević    | Robert Golob      | Pisarna ukinjena leta 2018 |
| Štev. prebivalcev (2023)              | 2.761.785         | 3.502.550                                       | 6.447.710        | 3.850.894        | 10.394.055               | 1.798.188          | 616.695            | 1.829.954                   | 19.051.562       | 6.664.449        | 2.16.792          | 85.279.553                 |
| Površina                              | 28.749 km2        | 51.197 km2                                      | 111.900 km2      | 56.594 km2       | 131.117 km2              | 10.908 km2         | 13.812 km2         | 25.713 km2                  | 238.391 km2      | 77.474 km2       | 20.273 km2        | 781.162 km2                |
| Gostota                               | 100/km2           | 69/km2                                          | 97/km2           | 74/km2           | 82/km2                   | 159/km2            | 45/km2             | 81/km2                      | 83/km2           | 91/km2           | 102/km2           | 101/km2                    |
| Površina voda (%)                     | 4,7%              | 0,02%                                           | 2,22%            | 1,1%             | 0,99%                    | 1,00%              | 2,61%              | 1,09%                       | 2,97%            | 0,13%            | 0,6%              | 1,3%                       |
| GDP (nominal, 2019)                   | $15,418 bln       | $20,106 bln                                     | $66,250 bln      | $60,702 bln      | $214,012 bln             | $8,402 bln         | $5,424 bln         | $12,672 bln                 | $243,698 bln     | $55,437 bln      | $54,154 bln       | $774,708 bln               |
| GDP (PPP, 2018)                       | $38,305 bln       | $47,590 bln                                     | $162,186 bln     | $107,362 bln     | $312,267 bln             | $20,912 bln        | $11,940 bln        | $32,638 bln                 | $516,359 bln     | $122,740 bln     | $75,967 bln       | $2.300 bln                 |
| GDP per capita (nominal, 2019)        | $5.373            | $5.742                                          | $9.518           | $14.950          | $19.974                  | $4.649             | $8.704             | $6.096                      | $12.483          | $7.992           | $26.170           | $8.958                     |
| GDP per capita (PPP, 2018)            | $13.327           | $13.583                                         | $23.169          | $26.256          | $29.072                  | $11.664            | $19.172            | $15.715                     | $26.448          | $17.552          | $36.741           | $28.044                    |
| Gini Index (2018)                     | 29,0 low (2012)   | 33,0 medium (2011)                              | 39,6 medium      | 29,7 nizek       | 32,3 medium              | 29,0 nizek (2017)  | 36,7 medium (2017) | 31,9 medium                 | 35,1 medium      | 35,6 medium      | 23,4 nizek        | 43,0 medium                |
| HDI (2018)                            | 0,791 visok       | 0,769 visok                                     | 0,816 zelo visok | 0,837 zelo visok | 0,872 zelo visok         | 0,739 visok (2016) | 0,816 zelo visok   | 0,759 visok                 | 0,816 zelo visok | 0,799 visok      | 0,902 zelo visok  | 0,806 zelo visok           |
| IHDI (2018)                           | 0.705 visok       | 0.658 medium                                    | 0.713 visok      | 0.768 visok      | 0.766 visok              | N/A                | 0.746 visok        | 0.660 medium                | 0.725 visok      | 0.710 visok      | 0.858 zelo visok  | 0.676 medium               |
| Internet (Državna koda vrhnje domene) | .al               | .ba                                             | .bg              | .hr              | .gr                      | Nima               | .me                | .mk                         | .ro              | .rs              | .si               | .tr                        |
| Klicne kode                           | +355              | +387                                            | +359             | +385             | +30                      | +383               | +382               | +389                        | +40              | +381             | +386              | +90                        |

## Jeziki
Balkanska regija je danes zelo raznolika etnolingvistična regija, saj je dom številnih slovanskih in romanskih jezikov, pa tudi albanščine, grščine, turščine, madžarščine in drugih. Romščino govori velik del Romov, ki živijo po vseh balkanskih državah. Skozi zgodovino so na tem območju živele številne druge etnične skupine s svojimi jeziki, med njimi Tračani, Iliri, Rimljani, Kelti in različna germanska plemena. Vsi omenjeni jeziki iz sedanjosti in preteklosti pripadajo širši indoevropski jezikovni družini, z izjemo turških jezikov (npr. turščine in gagauzije) in madžarščine.
| State                | Najbolj govorjeni jezik | Jezikovne manjšine                                                               |
| -------------------- | ----------------------- | -------------------------------------------------------------------------------- |
| Albanija             | 98% albanščina          | 2% drugi                                                                         |
| Bosna in Hercegovina | 53% bosanščina          | 31% srbščina (uradno), 15% hrvaščina (uradno), 2% drugi                          |
| Bolgarija            | 86% bolgarščina         | 8% turščina, 4% romščina, 1% drugi, 1% nedoločeno                                |
| Hrvaška              | 96% hrvaščina           | 1% srbščina, 3% drugi                                                            |
| Grčija               | 99% grščina             | 1% drugi                                                                         |
| Kosovo               | 94% albanščina          | 2% bosanščina, 2% srbščina (uradno), 1% turščina, 1% drugi                       |
| Črna gora            | 43% srbščina            | 37% črnogorščina (uradno), 5% albanščina, 5% bosanščina, 5% drugi, 4% nedoločeno |
| Severna Makedonija   | 67% makedonščina        | 25% albanščina (uradno), 4% turščina, 2% romščina, 1% srbščina, 2% drugi         |
| Romunija             | 85% romunščina          | 6% madžarščina, 1% romščina                                                      |
| Srbija               | 88% srbščina            | 3% madžarščina, 2% bosanščina, 1% romščina, 3% drugi, 2% nedoločeno              |
| Slovenija            | 91% slovenščina         | 5% srbohrvaščina, 4% drugi                                                       |
| Turčija              | 85% turščina            | 12% kurdščina, 3% drugi in nedoločeni                                            |

## Religija
Regija je stičišče pravoslavnega krščanstva, islama in rimskokatoliškega krščanstva. Vzhodno pravoslavje je večinska vera tako na Balkanskem polotoku kot v balkanski regiji. Vzhodna pravoslavna cerkev je igrala vidno vlogo v zgodovini in kulturi vzhodne in jugovzhodne Evrope. Izvaja se vrsta različnih tradicij vsake vere, pri čemer ima vsaka vzhodna pravoslavna država svojo nacionalno cerkev. Del prebivalstva na Balkanu se opredeljuje za neverne.
Islam igra pomembno zgodovinsko vlogo v regiji, kjer muslimani predstavljajo velik odstotek prebivalstva. Po ocenah iz leta 2013 je skupno muslimanskega prebivalstva na Balkanu okoli osem milijonov. Islam je najbolj razširjena vera v državah, kot so Albanija, Bosna in Hercegovina ter Kosovo, s precejšnjimi manjšinami v Bolgariji, Severni Makedoniji in Črni gori. Manjše populacije muslimanov najdemo tudi v Romuniji, Srbiji in Grčiji.
| Ozemlja, kjer je glavna vera vzhodno pravoslavje (z nacionalnimi cerkvami v oklepaju) | Verske manjšine teh ozemelj                                                   |
| ------------------------------------------------------------------------------------- | ----------------------------------------------------------------------------- |
| Bolgarija: 59% (Bolgarska pravoslavna Cerkev)                                         | islam (8%) in neprijavljeno (27%)                                             |
| Grčija: 81–90% (Grška pravoslavna Cerkev)                                             | islam (2%), Katoliška cerkev v Grčiji, drugo in neprijavljeno                 |
| Črna Gora: 72% (Srbska pravoslavna Cerkev)                                            | islam (19%), katolištvo (3%), drugo in neprijavljeno (5%)                     |
| Severna Makedonija: 64% (Makedonska pravoslavna Cerkev)                               | islam (33%), katolištvo                                                       |
| Romaunija: 81% (Romunska pravoslavna Cerkev)                                          | Protestantizem (6%), katolištvo (5%), drugo in neprijavljeno (8%)             |
| Srbija: 84% (Srbska pravoslavna Cerkev)                                               | katolištvo (5%), Islam (3%), protestantizem (1%), drugo in neprijavljeno (6%) |
| Ozemlja, kjer je glavna vera katolicizem                                              | Verske manjšine teh ozemelj                                                   |
| Hrvaška (86%)                                                                         | pravoslavje (4%), Islam (1%), drugo in neprijavljeno (7%)                     |
| Slovenija (57%)                                                                       | islam (2%), pravoslavje (2%), drugo in neprijavljeno (36%)                    |
| Ozemlja, kjer je glavna vera islam                                                    | Verske manjšine teh ozemelj                                                   |
| Albanija (58%)                                                                        | katolištvo (10%), pravoslavje (7%), drugo in neprijavljeno (24%)              |
| Bosna in Hercegovina (51%)                                                            | pravoslavje (31%), katolištvo (15%), drugo in neprijavljeno (4%)              |
| Kosovo (95%)                                                                          | katolištvo (2%), pravoslavje (2%), drugo in neprijavljeno (1%)                |
| Turčija (90–99%)                                                                      | pravoslavje, drugo in nereligiozni (5%–10%)                                   |

Judovske skupnosti na Balkanu so bile ene najstarejših v Evropi in segajo v antiko. Te skupnosti so bili Judje Sefardi, razen na Hrvaškem in v Sloveniji, kjer so bile judovske skupnosti večinoma Judje Aškenazi. V Bosni in Hercegovini je majhna in tesno povezana judovska skupnost 90 % sefardska, med starejšimi pa se še vedno govori ladino. Sefardsko judovsko pokopališče v Sarajevu ima nagrobnike edinstvene oblike in napisane v starodavnem ladinščini. Sefardi Judje so bili nekoč zelo prisotni v mestu Solun in do leta 1900 je bilo okrog 80.000 ali več kot polovica prebivalstva Judov. Judovske skupnosti na Balkanu so med drugo svetovno vojno izjemno trpele, velika večina pa je bila med holokavstom pobitih. Izjema so bili bolgarski Judje, ki jih je Boris III. Bolgarski poslal v taborišča za prisilno delo namesto v nacistična koncentracijska taborišča. Skoraj vsi redki preživeli so se izselili v (takrat) novoustanovljeno državo Izrael in drugam. Skoraj nobena balkanska država danes nima pomembnejše judovske manjšine.